# Pamela Britton
Pamela Britton (* 19. März 1923 in Milwaukee, Wisconsin als Armilda Jane Owen; † 17. Juni 1974 in Arlington Heights, Illinois) war eine US-amerikanische Schauspielerin.

## Leben und Karriere
Ihre Mutter war die Theater- und Fernsehschauspielerin Ethel Owen (1893–1997). Entsprechend stand sie bereits seit ihrer Kindheit auf Theaterbühnen und machte Mitte der 1940er-Jahre durch ihren Auftritt in der Originalproduktion des Musicals Oklahoma! auf sich aufmerksam.
1945 absolvierte Britton ihr Filmdebüt als Freundin von Frank Sinatras Figur in dem Musical Urlaub in Hollywood. In der Folge spielte sie besonders häufig in komödiantischen Rollen herzliche, aber etwas alberne oder einfältige Blondinen. Ihre wohl berühmteste Filmrolle war allerdings ernsterer Natur, nämlich als Freundin und Sekretärin der todgeweihten, von Edmond O’Brien verkörperten Hauptfigur in dem Film-noir-Klassiker Opfer der Unterwelt von 1950. Im Laufe der 1950er-Jahre verlegte sie sich zusehends auf Fernsehauftritte. Im Jahr 1954 spielte sie die beliebte Comicfigur Blondie in einem Fernsehfilm und dann nochmals 1957 in einer 26-teiligen Fernsehserie. Von 1963 bis 1966 war sie in der Sitcom Mein Onkel vom Mars in ihrer wohl bekanntesten Fernsehrolle als neugierige Nachbarin Lorelei Brown zu sehen. Ihr Werk an Filmen und Fernsehserien blieb vergleichsweise schmal, auch da sie nach Beginn ihrer Hollywood-Karriere immer wieder auf die Theaterbühnen zurückkehrte – etwa 1947 in der Uraufführung des Musicals Brigadoon.
Mit ihrem Ehemann Arthur Steel war Britton von 1945 bis zu ihrem Tod verheiratet, sie hatten eine Tochter. Britton starb im Juni 1974 im Alter von 51 Jahren an einem Gehirntumor, der nur wenige Wochen zuvor während einer Theatertournee mit Don Knotts bei ihr diagnostiziert worden war.

## Filmografie
- 1945: Urlaub in Hollywood (Anchors Aweigh)
- 1946: A Letter for Evie
- 1950: Opfer der Unterwelt (D.O.A.)
- 1950: Ein charmanter Flegel (Key to the City)
- 1950: The Silver Theatre (Fernsehserie, Folge Lady with Ideas)
- 1950: Brustbild, bitte! (Watch the Birdie)
- 1951: Scrambled Brains (Kurzfilm)
- 1954: Blondie (Fernsehfilm)
- 1956: Damon Runyon Theater (Fernsehserie, Folge A Tale of Two Citizens)
- 1957: Blondie (Fernsehserie, 26 Folgen)
- 1960: 77 Sunset Strip (Fernsehserie, Folge Publicity Brat)
- 1961: Peter Gunn (Fernsehserie, Folge Than a Serpent's Tooth)
- 1961: Gunslinger (Fernsehserie, Folge Golden Circle)
- 1962: Father of the Bride (Fernsehserie, Folge The Pine Pillow)
- 1963–1966: Mein Onkel vom Mars (My Favorite Martian; Fernsehserie, 62 Folgen)
- 1969: So reisen und so lieben wir (If It's Tuesday, This Must Be Belgium)
- 1970: Suppose They Gave a War and Nobody Came
- 1973: Der Magier (The Magician; Fernsehserie, Folge The Man Who Lost Himself)